# 安剋太
安 剋太（安 克泰、アン・グクテ、朝鮮語: 안극태、1935年 -  ）は、朝鮮民主主義人民共和国の政治家。平安南道人民委員会委員長（知事に相当）、平安南道行政経済指導委員会副委員長などを歴任した。

## 経歴
1935年に生まれた。出生地は不明。1974年に平安南道党委員会書記に任命され、1986年12月に平安南道行政経済指導委員会副委員長に転じた。1992年に平安南道党書記に再任され、1998年に最高人民会議第10期代議員に選出された。1999年3月に平安南道人民委員会委員長に任命され、2001年4月には親善友好団を率いて中国を訪問した。2002年11月に人民委員長を解任されたが、2008年12月に再任された。2009年10月5日に訪朝した温家宝国務院総理が中国人民志願軍烈士陵園に献花した際に同行した。同年3月には最高人民会議第12期代議員に選出された。2012年6月に親善代表団を率いてロシアを訪問したが、12月に平安南道人民委員会委員長を解任された。

## 参考サイト
- 북한정보포털

| 先代金宗台 | 平安南道人民委員会委員長2008年 - 2012年 | 次代姜亨奉 |

| 先代金万成 | 平安南道人民委員会委員長1998年 - 2003年 | 次代趙大河 |